# Вајнахски језици
Вајнахски језици  су група језика који представљају подгрупу нахских, коју чине чеченски језик и ингушки језик чији говорници живе на подручју руских република Чеченије и Ингушије, као и у чеченској диајспори. Заједно са бацбијским језиком чини групу нахских језика.